# Чемпионат Европы по самбо 2022
Чемпионат Европы по самбо 2022 года прошёл 14-19 сентября в городе Нови-Сад (Сербия). В соревнованиях планировалось участие представителей 27 стран: Азербайджан, Армения, Бельгия, Болгария, Босния и Герцеговина, Германия, Греция, Грузия, Израиль, Ирландия, Исландия, Испания, Италия, Республика Кипр, Латвия, Молдавия, Нидерланды, Румыния, Турция, Чехия, Северная Македония, Сербия, Франция, Хорватия, Эстония. По решению Международной федерации самбо (FIAS), принятому 3 марта 2022 года, российские и белорусские самбисты должны были участвовать в международных соревнованиях под флагом, логотипом и гимном FIAS.

## Медалисты

### Мужчины
| Весовая категория | Золото                     | Серебро                        | Бронза                                                      |
| ----------------- | -------------------------- | ------------------------------ | ----------------------------------------------------------- |
| до 58 кг          | Владимир Гладких · Россия  | Вахтанг Чидрашвили · Грузия    | Тигран Киракосян · Армения Владислав Бурдь · Беларусь       |
| до 64 кг          | Александр Фёдоров · Россия | Павел Гладких · Беларусь       | Максим Манукян · Армения Мирфаттах Сейидалиев · Азербайджан |
| до 71 кг          | Рамед Гукев · Россия       | Миндиа Лилуашвили · Грузия     | Эмиль Хасанов · Азербайджан Ибаи Гарсиа · Испания           |
| до 79 кг          | Денис Калинин · Россия     | Александр Кокша · Беларусь     | Георгий Маркарьян · Греция Иван Харьков · Болгария          |
| до 88 кг          | Сергей Кирюхин · Россия    | Джейхун Хусейнов · Азербайджан | Милан Михайлович · Сербия Мистраль Янссен · Нидерланды      |
| до 98 кг          | Арсен Ханджян · Армения    | Вячеслав Михайлин · Россия     | Сергей Лисяк · Беларусь Паата Гвиниашвили · Грузия          |
| свыше 98 кг       | Алексей Мерзликин · Россия | Илие Натя · Румыния            | Виктор Решко · Латвия Георгий Закариадзе · Грузия           |

### Женщины
| Весовая категория | Золото                       | Серебро                      | Бронза                                              |
| ----------------- | ---------------------------- | ---------------------------- | --------------------------------------------------- |
| до 50 кг          | Сефора Корчер · Франция      | Кристина Касас · Испания     | Мария Молчанова · Россия Аннамария Владу · Румыния  |
| до 54 кг          | Эльмира Кахраманова · Россия | Варсик Григорян · Армения    | Алёна Купава · Беларусь Паула Ланса · Испания       |
| до 59 кг          | Саша Бувалда · Нидерланды    | Ольга Митина · Россия        | Жасмин Арона · Испания Ива Иванова · Болгария       |
| до 65 кг          | Валерия Анисимова · Россия   | Сэм ван Дун · Нидерланды     | Мария Кабас · Испания Анда Валвоу · Румыния         |
| до 72 кг          | Тамара Лищенко · Россия      | Анжела Жилинская · Беларусь  | Наоми Оверкамп · Нидерланды Ольга Малейка · Румыния |
| до 80 кг          | Алёна Прокопенко · Россия    | Катарина Гобец · Хорватия    | Карина Шут · Беларусь Екатерина Москалёва · Румыния |
| свыше 80 кг       | Екатерина Калюжная · Румыния | Мария Кондратьева · Беларусь | Ольга Артошина · Россия Лорин Лаге · Франция        |

### Боевое самбо
| Весовая категория | Золото                   | Серебро                       | Бронза                                                |
| ----------------- | ------------------------ | ----------------------------- | ----------------------------------------------------- |
| до 58 кг          | Валера Ергалов · Россия  | Гамлет Сукисян · Армения      |                                                       |
| до 64 кг          | Фёдор Дурыманов · Россия | Евгений Михно · Беларусь      | Вахрам Григорян · Армения Хамид Султанбиев · Бельгия  |
| до 71 кг          | Стефан Зупарик · Сербия  | Тариэль Аббасов · Израиль     | Эмиль Незиров · Болгария Рашад Мурадов · Россия       |
| до 79 кг          | Загид Гайдаров · Россия  | Рамиль Валиев · Азербайджан   | Джоско Маркович · Хорватия Ивайло Симеонов · Болгария |
| до 88 кг          | Саид Саидов · Россия     | Евгений Алексиевич · Беларусь | Яссин Бузина · Франция Камен Георгиев · Болгария      |
| до 98 кг          | Антон Мамонов · Россия   | Израэль Вольфман · Израиль    | Любомир Тончев · Болгария Жолт Балла · Румыния        |
| свыше 98 кг       | Сослан Джанаев · Россия  | Марвин Делиен · Франция       | Мартин Маринков · Болгария                            |